# Teodorada de Troyes
Teodorada de Troyes (868 – 903), foi a esposa de Eudo, Conde de Paris e rainha consorte da Frância Ocidental de 888 a 898.